# Jesper Nohrstedt
Jesper Nohrstedt Boesgaard (født 20. september 1994) er en dansk sanger, musiker og sangskriver. 

Han er bedst kendt for sin deltagelse i X Factor 2010 hvor han nåede til finalen. 

Han medvirkede i Dansk Melodi Grand Prix 2012 med sangen "Take Our Hearts", skrevet af Morten Hampenberg, Engelina og Mads B. B. Krog. Sangen fik en andenplads efter "Should've Known Better" af Soluna Samay og singlen Take Our Hearts modtog efterfølgende en guldplade i Danmark. 

I 2012 udgav Jesper sammen med Morten Hampenberg singlen Glorious som i februar 2013 modtog en guldplade for over 900.000 streamings i Danmark.  Glorious er skrevet af Morten Hampenberg, Jesper Nohrstedt, Mads B. B. Krog og Grace Tither.

## X Factor
Jesper blev født på Amager, men er opvokset i Taastrup, hvor han bor sammen med sin danske far Carsten, svenske mor Gudrun samt søstrene Linn og Fie. Han medvirkede i 2010 udgaven af det danske X Factor. Han kom helt til finalen, hvor han dog kun blev nummer tre. Han indledte finalen i Parken, med sangen "Born to Be Wild".
Sange i X Factor
- Audition: Coldplay – "A Message"
- SuperBootcamp: U2 – "One"
- Bootcamp: The Beatles – "Blackbird", Coldplay – "Life In Technicolor"
- Live Show 1: Muse – "Uprising"
- Live Show 2: Michael Jackson & Paul McCartney – "Say Say Say"
- Live Show 3: Dúné – "Dry Lips"
- Live Show 4: Owl City – "Fireflies"
- Live Show 5: Duran Duran – "A View To A Kill"
- Live Show 6: Gasolin' – "Kvinde min", Coldplay – "Speed of Sound"
- Finalen: Steppenwolf – "Born To Be Wild", Dúné – "Let Go Of Your Love (Duet)"

## Dansk Melodi Grand Prix 2012
Jesper deltog i Dansk Melodi Grand Prix 2012 med sangen "Take Our Hearts", skrevet af Morten Hampenberg, Engelina Larsen og Mads B. B. Krog. "Sangen bliver et clubhit", afslørede Jesper i et interview angående Dansk Melodi Grand Prix 2012.

### Superfinale
| Nr. | Artist                            | Sang                     | Norge | Rusland | Tyskland | Aserbajdsjan | Dansk jury | Seer-point | Total point | Placering |
| --- | --------------------------------- | ------------------------ | ----- | ------- | -------- | ------------ | ---------- | ---------- | ----------- | --------- |
| 1.  | Jesper Nohrstedt                  | "Take Our Hearts"        | 12    | 12      | 12       | 10           | 10         | 46         | 102         | 2         |
| 9.  | Soluna Samay                      | "Should've Known Better" | 10    | 10      | 10       | 12           | 12         | 56         | 110         | 1         |
| 10. | Christian Brøns & Patrik Isaksson | "Venter"                 | 8     | 8       | 8        | 8            | 8          | 48         | 88          | 3         |

## Singler
| År                                                     | Single             | Højeste placering | Certificering |
| År                                                     | Single             | DAN               | Certificering |
| ------------------------------------------------------ | ------------------ | ----------------- | ------------- |
| 2012                                                   | "Take Our Hearts " | 4                 | - Guld        |
| 2012                                                   | "Glorious"         | 17                | - Guld        |
| 2013                                                   | "Sunshine "        | —                 | —             |
| "—" marker en udgivelse der ikke opnåede en placering. |                    |                   |               |

## Fodnoter
1. 1 2  Bygbjerg, Søren (5. januar 2012). "Her er de nye Grand Prix-stjerner". DR. Hentet 6. januar 2012.
2. ↑  https://www.discogs.com/artist/2588528-Jesper-Nohrstedt?anv=Jesper%20Nohrstedt&filter_anv=1
3. ↑  Certificeringer | ifpi.dk
4. ↑  Glorious - Hampenberg & Jesper Nohrstedt | Musik | DR
5. ↑  "Take Our Hearts
6. ↑  "danishcharts.com - Discography Morten Hampenberg". Hitlisten. Hung Medien. Arkiveret fra originalen 23. juni 2013. Hentet 22. juli 2011.
7. ↑  Certificeringer | ifpi.dk
8. ↑  Certificeringer | ifpi.dk